# Синдром WAGR
Синдром WAGR (OMIM #194072) — это редкий наследственный аутосомно-доминантный синдром (частота 1:500000—1:1000000 человек, который клинически характеризуется сочетанием опухоли Вильмса, аниридии, урогенитальных аномалий и/или гонадобластомы и задержки психомоторного развития. Синдром встречается примерно в 8 % случаев врожденной аниридии, и в 0,75 % всех случаев опухоли Вильмса.
Синдром WAGR ассоциирован с de novo хромосомными делециями разной протяженности в теломерной части региона 11p13 (hg19::chr11:31,000,001—36,400,000), одновременно захватывающими локусы генов PAX6 (OMIM *607108) и WT1 (OMIM *607102). Делеция гена PAX6 ответственна за развитие врождённой аниридии, делеции WT1 — за развитие опухоли Вильмса и урогенитальные аномалии. Активно изучается вклад других генов из области делеций в клиническую картину синдрома. Минимальная длина определяемых при синдроме WAGR делеций обусловлена расстоянием между локусами генов PAX6 и WT1 и составляет около 700 тысяч пар нуклеотидов. Эта часть 11p13 названа в литературе «WAGR-областью». WAGR-ассоциированные делеции могут охватывать до 26,5 млн п. о. и включать от 3 до более 60 генов. Предполагается, что область длиной примерно в 1,5 млн пар оснований (hg19::chr11:31,349,732—32,990,627) является критичной для формирования всех составляющих синдрома.
Клиническая картина синдрома WAGR варьирует у разных пациентов. Все четыре классических признака синдрома WAGR присутствуют только у 44,4 % больных, три признака — у 25,9 %, два — у 20,4 %. Для постановки диагноза синдрома WAGR достаточно двух из четырех классических признаков.
| Признаки                         | Мальчики | Девочки | Все    |
| -------------------------------- | -------- | ------- | ------ |
| Опухоль Вильмса                  | 61,3 %   | 52,2 %  | 57,4 % |
| Аниридия                         | 100 %    | 95,6 %  | 98,2 % |
| Урогенитальные аномалии          | 90,3 %   | 34,8 %  | 79,9 % |
| Задержка психомоторного развития | 77,4 %   | 65,2 %  | 72,2 % |

Опухоль Вильмса развивается у 40-70 % больных с врожденной аниридией и хромосомной делецией WAGR области. При исследовании монозиготных близнецов с делецией 11p13 в части случаев нефробластома развивалась только у одного из сибсов. Если у больного с WAGR делецией опухоль все же развивается, то с большой вероятностью это происходит до 8-го года жизни, медианный возраст развития WAGR-ассоциированной нефробластомы — примерно 2 года.
Врожденная аниридия служит одним из основных диагностических признаков синдрома WAGR. Однако у нескольких больных описано сочетание опухоли Вильмса, задержки умственного развития и урогенитальных аномалий без аниридии. Урогенитальные нарушения у больных с синдромом WAGR могут включать: крипторхизм, гипоспадию, реже формирование наружных половых органов по промежуточному типу (псевдогермафродитизм) совсем редко полную реверсию пола, аномалии развития влагалища, матки и яичников, гонадобластому.
У больных с удаленной опухолью Вильмса, как и у больных без развившейся опухоли, с большой вероятностью, могут формироваться фокальный сегментарный гломерулосклероз и почечная недостаточность (в 47 % случаев). Изредка встречаются аплазия или гипоплазия почки.
Отставание в психомоторном развитии, умственная отсталость, синдром навязчивых движений и другие неврологические нарушения выражены у всех больных с синдромом WAGR, однако, в разной степени. Когнитивные функции снижены у 70 % пациентов (IQ<74). Аутичное поведение установлено у 20 % пациентов.
Дополнительные соматические осложнения при синдроме весьма многочисленны. Самыми частыми из них являются зубные аномалии и черепно-лицевые дисморфии, аномалии ушной раковины, общее отставание в росте и развитии, отставание в костном возрасте, деминерализация костей, изменение морфологии коры больших полушарий головного мозга и мозжечка, гипоплазия мозолистого тела и эпифиза, грыжи, протеинурия, гипертония, астма, пневмония, синуситы. Почти у всех больных в анамнезе болезни отмечаются операции: тонзилло-, аденоэктомии и тимпаностомии.
Молекулярная диагностика синдрома проводится c помощью хромосомного микроматричного анализа (ХМА) или мультиплексной реакции лигазозависимой амплификации зондов (MLPA анализа) геномной ДНК и валидации обнаруженных делеций с помощью флуоресцентной in situ гибридизации (FISH) с зондом, специфичным к гену WT1, на препаратах ядер в культуре лимфоцитов периферической крови пациента. До возможности использования цитогенетических методов высокого разрешения синдром WAGR диагностировался на основании определения снижения активности ферментов лактатдегидрогеназы А и каталазы на том основании, что кодирующие их гены также локализованных в 11p13. Если в результате молекулярного исследования у больного обнаруживается хромосомная делеция региона 11p13, захватывающая локусы генов PAX6 и WT1, таким пациентам ставится предположительный диагноз WAGR-синдрома и даются рекомендации постоянного наблюдения у онколога до 8 лет. Делеция гена LMO2 (OMIM*180385), расположенного в 1,5 млн пар оснований в сторону теломеры от локуса гена WT1 в том же хромосомном регионе 11р13, значительно ухудшает прогноз развития опухоли Вильмса у пациента.
Синдром WAGR встречается в основном (>95 %) в виде спорадических случаев. И, хотя чаще всего делеции 11p13 — это возникающие de novo интерстициальные делеции, все же, в редких случаях, они могут быть следствием родительских сбалансированных хромосомных перестроек или инсерций, нарушающих сегрегацию хромосом при созревании гамет, или гонадного мозаицизма одного из родителей. Цитогенетическое обследование родителей и пренатальная диагностика необходимы во всех семьях, где стоит вопрос о прогнозе потомства и уже есть пациент с синдромом WAGR.

## Варианты сочетания WAGR с другими синдромами
Обычно определяемые при синдроме WAGR хромосомные делеции локализованы внутри участка 11p12—11p14. Среди вариантов синдрома WAGR есть сочетания с другими синдромами, ассоциированные с более протяженными делециями короткого плеча хромосомы 11. В случае расширения границ делеции в более теломерную область, захватывающую сегмент 11p15.5, в клинической картине синдрома WAGR появляется гемигипертрофия и/или другие нарушения роста. Это связано с локализацией в регионе 11p15.5 локуса контроля импринтинга (imprinting control region, ICR) генов IGF2/KCNQ1OT (OMIM*147470, OMIM*604115) и CDKN1C/H19 (OMIM*600856, OMIM*103280). Нарушения эпигенетического состояния в ICR, как вследствие однородительской изодисомии, так и делеций, ведут к дисрегуляции моноаллельной экспрессии в локусе, что проявляется в виде двух синдромов с противоположными нарушениями роста: Беквита — Видемана (OMIM #130650) и Сильвера — Рассела (OMIM #180860). При делециях, захватывающих более центромерную область вплоть до 11p11, развивается сочетание синдромов WAGR и Потоцкого — Шаффер (OMIM #601224), который среди прочих признаков характеризуется множественными остеохондромами (экзостозами).
Варианты WAGR встречаются довольно редко (<1 % случаев ВА), и в сумме составляют небольшой процент среди пациентов с этим синдромом.